# إضراب ضرائب بيت ساحور
إضراب بيت ساحور الضريبي هو إضراب ضريبي قام به سكان بلدة بيت ساحور الفلسطينية في عام 1989. كجزء من الانتفاضة الأولى، أُعلن عن الإضراب بشعارات " لا ضرائب بدون تمثيل " و"هل يجب أن ندفع ثمن الرصاص الذي يقتل أطفالنا؟". اتخذت الحكومة الإسرائيلية إجراءات صارمة لقمع الإضراب، وصادرت ممتلكات سكان المدينة، ووضعتهم تحت الاعتقال الإداري، وفي النهاية فرضت حصارًا على المدينة لمدة 42 يومًا.

## خلفية
بعد انتصار إسرائيل في حرب 1967 عام 1967، احتلت إسرائيل الأراضي الفلسطينية، بما في ذلك الضفة الغربية. كان الاحتلال مثيرًا للجدل، حيث اتُهمت إسرائيل بانتهاك القانون الدولي، فضلاً عن ارتكاب انتهاكات لحقوق الإنسان والفصل العنصري ضد الفلسطينيين. كما عملت الحكومة الإسرائيلية بشكل نشط على تشجيع إنشاء ونمو المستوطنات الإسرائيلية في فلسطين. كانت الانتفاضة الأولى أكبر موجة من الاضطرابات الفلسطينية منذ بداية الاحتلال الإسرائيلي، وتألفت في معظمها من الاحتجاجات والإضرابات والمقاطعات وأعمال العصيان المدني، واندلعت في جميع أنحاء فلسطين في ديسمبر 1987 بعد مقتل أربعة فلسطينيين عندما دهسهم سائق شاحنة إسرائيلي.
بيت ساحور هي مدينة ذات أغلبية مسيحية في الضفة الغربية الفلسطينية، وكثيراً ما ترتبط ببشارة السيد المسيح للرعاة أثناء ميلاد السيد المسيح. كانت المدينة موقعًا للتوترات في الصراع الإسرائيلي الفلسطيني، بما في ذلك كونها هدفًا للاستيطان الإسرائيلي وهدفًا للهدم الإسرائيلي للممتلكات الفلسطينية. كما لعبت المدينة دورًا رئيسيًا خلال الانتفاضة الأولى.

## الأحداث

### إضراب ضريبي
في أعقاب اندلاع الانتفاضة الأولى في ديسمبر/كانون الأول 1987، بدأ عدد من الفلسطينيين في تنظيم إضرابات ضريبية، رافضين دفع الضرائب للإدارة المدنية الإسرائيلية. أصبحت بيت ساحور واحدة من المدن التي تم فيها تنظيم إضراب الضرائب على نطاق واسع، حيث شارك فيه جميع السكان تقريبًا، رافضين دفع ضريبة الدخل أو ضريبة القيمة المضافة. أصدر مجلس المدينة بيانًا لدعم الإضراب الموجه إلى الحكومة الإسرائيلية قائلاً: "لقد ظننتم أننا راضون لمدة 20 عامًا من الاحتلال، ثم جاءت الانتفاضة لتخبركم بأننا نريد حريتنا وأن عدم دفع الضرائب هو شكل من أشكال المقاومة السلمية للاحتلال" وأعلن أنه "من خلال معاملتنا كمستعمرة إسرائيلية، فإنكم تمارسون الضرائب دون تمثيل".
وكانت هناك، مع ذلك، بعض المناقشات داخل المدينة حول الإضراب. هددت الجبهة الشعبية لتحرير فلسطين الماركسية اللينينية عدداً من السكان الذين حاولوا دفع أموال طوعية للإدارة المدنية الإسرائيلية، وعطلت اجتماعاً للتجار في أواخر أكتوبر/تشرين الأول كان قد عُقد لمناقشة ما إذا كان ينبغي للمدينة التفاوض مع الإدارة المدنية.

### الحصار الإسرائيلي
في 20 سبتمبر/أيلول 1989، تحرك الجيش الإسرائيلي لقمع الإضراب من خلال تطويق البلدة، وإعلانها "منطقة عسكرية مغلقة"، ووضعها تحت الحصار. تعهد وزير الدفاع الإسرائيلي إسحاق رابين قائلاً: "إذا استغرق الأمر شهرًا، فسوف يستغرق شهرًا، لكنهم سوف ينهارون. سنعلمهم درسًا".
خلال الحصار، فرض الجيش الإسرائيلي حظر التجول على السكان، وقطع خطوط الهاتف والمرافق العامة في المدينة، ومنع السكان من المغادرة وغير المقيمين، بما في ذلك الصحفيين والدبلوماسيين، من الدخول. كما استولى الجيش على ممتلكات تقدر قيمتها بأكثر من مليون ونصف المليون دولار من سكان بيت ساحور، بما في ذلك آلات ومنتجات الورش، وأثاث المنازل، وديكورات المنازل، والأجهزة المنزلية، والسيارات، والملابس، والغسالات، وأجهزة التلفزيون. تم الاحتفاظ بالممتلكات المصادرة في مستودع بمطار بن جوريون قبل عرضها للبيع بالمزاد العلني. كما تم اعتقال 40 تاجرًا في المدينة وتوجيه التهم إليهم. كما قام الجيش الإسرائيلي بتوزيع منشورات في أنحاء البلدة مفادها أن السكان سوف يعانون من الجوع عندما تفقد وسائل الإعلام اهتمامها بالضربة.
وفقًا لآن جريس من لجنة خدمة الأصدقاء الأمريكية، استخدم الجيش الإسرائيلي أيضًا دروعًا بشرية أثناء الحصار، قائلةً إنه "أثناء تنفيذ عمليات المصادرة، كان جيش الدفاع الإسرائيلي يوقف السيارات المارة ويطلب من السائقين تشكيل حلقة حول المنزل، باستخدام سياراتهم كدرع واقٍ. ثم يتم تجميع السائقين ،إلى جانب الرجال والنساء والأطفال المارة بالإضافة إلى الجيران ،ويُطلب منهم الوقوف خارج حلقة السيارات طوال "العملية". " كما زعمت جريس أن الجنود الإسرائيليين كانوا يُذلون الآباء أمام أطفالهم وأن بعض الممتلكات التي استولى عليها الجيش الإسرائيلي تضمنت ألعاب أطفال.
وفي منتصف شهر أكتوبر/تشرين الأول، عندما دعا زعيم حركة فتح في الضفة الغربية فيصل الحسيني إلى عقد مؤتمر صحفي في فندق بالاس في القدس الشرقية لمناقشة الإضراب، أمر الجيش الإسرائيلي بإغلاق الشوارع المحيطة بالفندق لمنع الصحفيين من حضور المؤتمر الصحفي. وانتقد رئيس بلدية القدس تيدي كوليك الإغلاق، قائلاً إن الجيش الإسرائيلي لم يخطره بالإغلاق وأنه لا يعرف ما إذا كان المؤتمر الصحفي يشكل خطراً مباشراً. في 19 أكتوبر/تشرين الأول، أغلق الجيش الإسرائيلي لفترة وجيزة مدينة بيت لحم القريبة لمنع تنظيم مظاهرة تعاطف. وفي وقت لاحق من شهر أكتوبر/تشرين الأول، منع الجيش الإسرائيلي جماعة من الأساقفة يمثلون الكنائس الكاثوليكية الرومانية والأرثوذكسية اليونانية والأرمنية في القدس، والذين جاؤوا لإحضار الطعام، من دخول المدينة. وانتقد البطريرك اللاتيني في القدس ميشيل صباح رفض الجيش السماح للأساقفة بالدخول، قائلاً إن الوضع في المدينة "غير مقبول لدى أي رجل دين أو أي رجل روحي لديه ضمير إنساني" وأن "زيارتنا كانت بمثابة واجب رعوي تجاه شعبنا، الذي يتوقع أن يسمع كلمة تعزية".
في 31 أكتوبر، وبعد خمسة أسابيع، رفع الجيش الإسرائيلي الحصار. وفي رفع الحصار، ادعى الجيش أنه نجح في هزيمة الإضراب واستعاد قيمة الضرائب غير المدفوعة في الممتلكات المصادرة. من ناحية أخرى، زعم سكان البلدة أنهم نجحوا في كسر الحصار حيث اختار عدد قليل فقط من السكان كسر الإضراب ودفع الضرائب طواعية للسلطات الإسرائيلية، بينما زعموا أن البلدة أصبحت رمزًا دوليًا للمقاومة السلمية للاحتلال الإسرائيلي.

### ما بعد الحصار
أعاد الجيش إغلاق المدينة في الأول من نوفمبر لمدة سبع ساعات. في 5 نوفمبر/تشرين الثاني، تم تفريق مظاهرة لدعم الإضراب الضريبي، والتي شارك فيها 2000 شخص، بالقوة من قبل الجيش.

## ردود الفعل

### في فلسطين
وأشاد زعيم حركة فتح في الضفة الغربية فيصل الحسيني بمدينة بيت ساحور ووصفها بأنها "المدينة التي تقود النضال السلمي".
نقلت صحيفة واشنطن بوست عن راجي قمسيلة، صانع أثاث في بيت ساحور، قوله: "الجميع في بيت ساحور سعداء لأن القيادة الإسرائيلية وعدت بكسر بيت ساحور. لكن بيت ساحور لم تكسر. لم ندفع ضرائبنا". ونقلت صحيفة لوس أنجلوس تايمز عن ناصر أبو عيطة، صاحب متجر لتأجير أشرطة الفيديو، خلال الإضراب شكواه من أن القوات الإسرائيلية "تدخل كما لو كانت تملكنا". وزعم رئيس بلدية بيت ساحور، حنا الأطرش، أن الإضراب كان "نجاحًا لنا وفشلًا للجيش".

### في إسرائيل
صرح رئيس الإدارة المدنية الإسرائيلية يشعياهو إيريز أن الحكومة الإسرائيلية "حققت ما أردناه وأكثر"، قائلاً إنها نجحت في "تطبيق القانون وفرض سلطتنا في بيت ساحور" وتعهدت بمواصلة تحصيل الضرائب من " يهودا والسامرة، وسنقوم بجمعها بالقوة عندما يكون ذلك ضروريًا". وكرر عضو الكنيست عن حزب راتز ديفيد زوكر إيريز قائلاً إن الحصار كان "صراعًا على من هو صاحب السيادة في بيت ساحور"، ولكن على عكس إيريز، صرح بأنه "لم يثبت أن إسرائيل هي صاحبة السيادة الحقيقية في بيت ساحور".
ادعى العميد إفرايم لابيد أن "معركة العلاقات العامة" هي معركة لا يمكن لإسرائيل الفوز بها، قائلاً إن "الثقافة العربية ليس لديها مشكلة في نشر التشويهات والأكاذيب" وأن وسائل الإعلام ركزت على أكثر لمحات الأحداث إثارة، مشيرة إلى إضراب بيت ساحور الضريبي، حيث ادعى أن وسائل الإعلام "فشلت في ذكر خلفية حظر التجول ،أن سكان بيت ساحور رفضوا دفع الضرائب لعدة أشهر ". ادعى زئيف شيف من صحيفة هآرتس أن "بيت ساحور أصبحت رمزًا، علمًا فلسطينيًا" وأن "الفلسطينيين حققوا نصرًا إعلاميًا والمدينة أكثر توحيدًا من أي وقت مضى".
صرح مدير سلطة الجمارك الإسرائيلية مردخاي بركات أنه إذا "حاول استخدام بعض الوسائل في الأراضي الفلسطينية كوسيلة لزيادة الجباية، فسوف يشنقونه في ميدان صهيون ".

### دوليا
في افتتاحية لها، ذكرت صحيفة "أخبار اليهود الأستراليين" أن الحكومة الإسرائيلية نجحت في "إثبات عبثية ثورة الضرائب"، ووصفت شعار "لا ضرائب بدون تمثيل" بأنه "هراء علاقات عامة. إن عرض التمثيل في ظل الحكم الإسرائيلي لن يُحدث فرقًا يُذكر بالنسبة للفلسطينيين"، لكنها ذكرت أنه "لا يوجد ما يُشير إلى أن قبضة إسرائيل الحديدية قد أخضعت سكان بيت ساحور، أو الفلسطينيين عمومًا، لإرادة الاحتلال". وزعم جورج مارتن وجيمس ماني من صحيفة "كومنويل" أن "نية إسرائيل تبدو أبعد من مجرد تحصيل الضرائب المستحقة، إلى بذل جهد دؤوب لقمع أي معارضة منظمة للاحتلال، مهما كانت سلمية".
في 7 نوفمبر/تشرين الثاني 1989، عقد مجلس الأمن التابع للأمم المتحدة تصويتاً على قرار يدين تعامل الحكومة الإسرائيلية مع بيت ساحور. فشلت الفكرة، حيث صوت أربعة عشر من أصل خمسة عشر عضوًا في مجلس الأمن لصالحها، بينما صوتت الولايات المتحدة ضدها باستخدام حق النقض. عند مخاطبته مجلس الأمن خلال مناقشات القرار، زعم الممثل الدائم لإسرائيل لدى الأمم المتحدة، يوحنان بين، أن الضرائب المفروضة على الفلسطينيين "تُستخدم حصريًا لتمويل توفير الخدمات للسكان الفلسطينيين في يهودا والسامرة وغزة، مثل الصحة والتعليم والرعاية الاجتماعية"، وأن القرار "يتجاهل تمامًا القتل المتعمد والدم البارد لـ 150 فلسطينيًا على يد منظمة التحرير الفلسطينية". وجادل سفير الولايات المتحدة لدى الأمم المتحدة، توماس ر. بيكرينغ، بأن القرار "منحاز" ويهدف إلى "تفاقم التوترات وتشتيت انتباه الأطراف عن القضايا الحرجة التي تحتاج إلى معالجة في المنطقة".
استمرت الانتفاضة الأولى حتى عام 1991. في عام 1993، تم توقيع أول اتفاقية سلام مؤقتة ضمن اتفاقيات أوسلو بين منظمة التحرير الفلسطينية والحكومة الإسرائيلية.

## إرث
في عام 2013، وفي إطار دعمه لحركة المقاطعة وسحب الاستثمارات وفرض العقوبات، ذكر الصحفي الأمريكي الفلسطيني رمزي بارود أن "بيت ساحور اتخذت استراتيجية العصيان المدني ،رفض دفع الضرائب، ومقاطعة الاحتلال الإسرائيلي وجميع مؤسساته ،إلى مستوى جديد تمامًا"، واصفًا المدينة بأنها "نقطة محورية للعمل الجماعي والمقاطعة" خلال الانتفاضة الأولى.

## في الثقافة الشعبية
في عام 2014، تم إصدار الفيلم الوثائقي المتحرك الفلسطيني الكندي "المطلوبون الـ 18"، والذي يصور جهود بعض سكان بيت ساحور لإنشاء مشروع تعاوني للألبان أثناء الإضراب.